# Urothemis abbotti
Urothemis abbotti is een libellensoort uit de familie van de korenbouten (Libellulidae), onderorde echte libellen (Anisoptera).
De soort staat op de Rode Lijst van de IUCN als kwetsbaar, beoordelingsjaar 2007, de trend van de populatie is volgens de IUCN dalend.
De wetenschappelijke naam Urothemis abbotti is voor het eerst geldig gepubliceerd in 1927 door Laidlaw.